# International Wine Contest
L'International Wine Contest (Concorso enologico internazionale) di Bruxelles è organizzato annualmente da Monde Selection, un istituto internazionale per la qualità. 

## Storia
Dopo essere stato fondato nel 1961, questo concorso sulla qualità del vino è uno dei più antichi del genere al mondo.